# Psychotria balfouriana
Psychotria balfouriana är en måreväxtart som beskrevs av Bernard Verdcourt. Psychotria balfouriana ingår i släktet Psychotria och familjen måreväxter. Inga underarter finns listade i Catalogue of Life.